# Peterhof (Nowgorod)

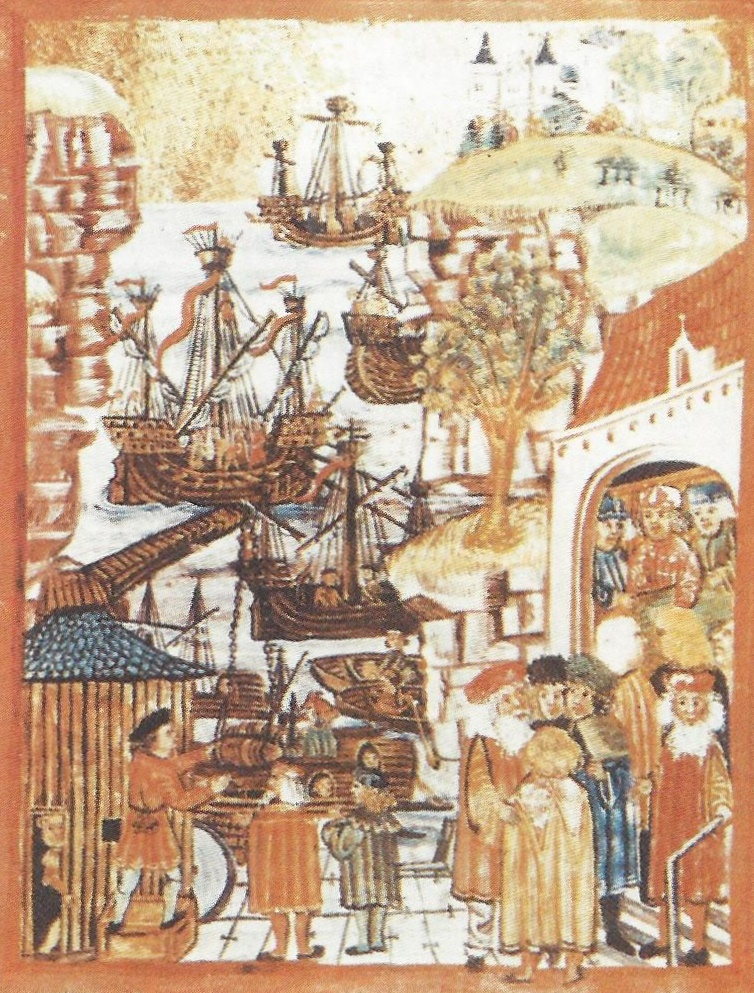
Darstellung einer Hafenszene aus Hamburger Stadtrecht von 1497.

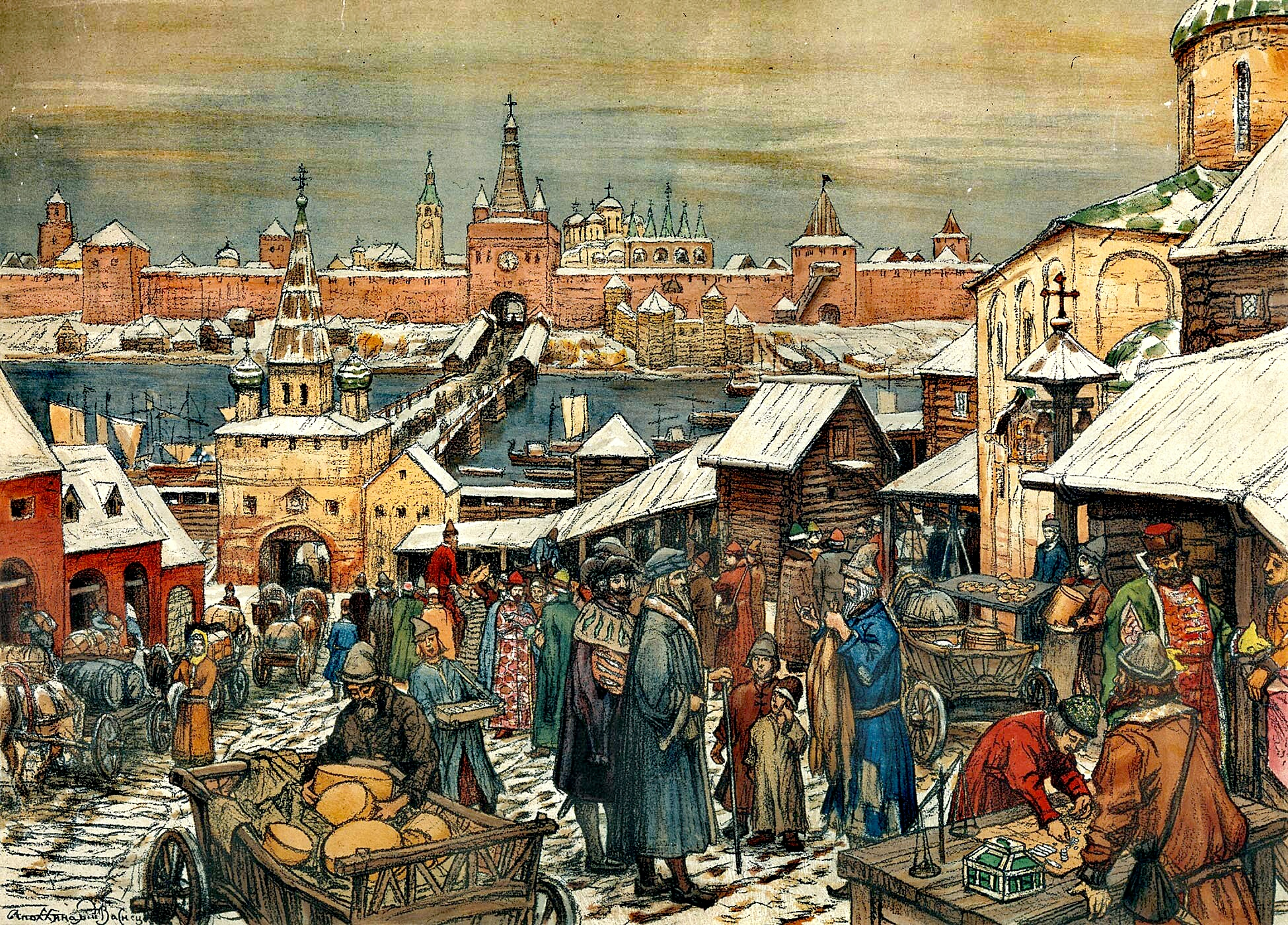
Apollinari Michailowitsch Wasnezow: Торг в Нижнем Новгороде (dt.: Markt in Nischni Nowgorod), 1908–1913. Historisierende Darstellung eines russischen Marktplatzes, im Hintergrund der Nischni Nowgoroder Kreml.

Der Peterhof oder Petershof (lat. curia sancti Petri) war im Spätmittelalter die Niederlassung der deutschen Kaufleute der Hanse in Nowgorod. Der Peterhof war einer der vier Haupthöfe der Hanse, den sogenannten Kontoren. Er lag in Nowgorod auf der rechten Uferseite des Wolchows, der Handelsseite der Stadt, und grenzte an den Nowgoroder Markt.

## Entstehungsgeschichte
Vor der Gründung des Peterhofs in Nowgorod dominierten die Gotländer den Handelsraum der Ostsee. Gutnische bzw. gotländische Kaufleute schlossen zwischen 1188 und 1195 den ersten Handelsvertrag mit Nowgorod. Ihre Handelsniederlassung in Nowgorod, der Gotenhof bzw. „St. Olavshof“, wurde anfangs auch von den deutschen Kaufleuten benutzt. Als ihr Handel in Nowgorod wuchs, gründeten die deutschen Handelsleute einen eignen Kontor, den Peterhof bzw. „St. Peterhof“. Der Einfluss der Genossenschaft der Gotlandfahrer wurde durch die deutsche Hanseniederlassung in Nowgorod ab dem 12. Jahrhundert zunehmend zurückgedrängt.

## Innere Struktur des Peterhofs
Im Kontor des Peterhofs galten bestimmte innere Regeln und der Peterhof bildete einen eigenen Handels- und Rechtsraum. Die Hofordnung des Handelsstützpunktes, die „Schra“ oder „Skra“ bzw. „Nowgoroder Schra“, bestimmte das Leben der Kaufmänner innerhalb des Peterhofs. Die Nowgoroder Schra ist in sieben Fassungen überliefert, weshalb man auch von „Schraen“ reden kann. Die Nowgoroder Schra unterwarf die Kaufleute mit strengeren Regeln als in anderen Kontoren. Die organisatorischen Abläufe des Kontors können heute noch anhand der überlieferten Schra nachvollzogen werden.
Das Kontor stand unter der Leitung eines Oldermanns, dessen Machtbefugnisse wegen der Abgelegenheit des Standortes wohl deutlich weitreichender waren als in den anderen Kontoren. Die Oberhoheit lag zunächst entstehungsbedingt bei Visby als Oberhof, ging dann mit dem rasanten Aufstieg Lübecks ab 1293 auf dieses als Oberhof über. Nach einem Handelsboykott gegen Russland durch die Hanse stellte der Lübecker Bürgermeister Johann Niebur 1392 mit der als Kreuzküssung Nieburs bekannt gewordenen Vereinbarung die Verhältnisse auf eine neue Grundlage. Mit dem Aufblühen der livländischen Hansestädte im 15. Jahrhundert wurde auch Lübeck von diesen ab 1442 aus seiner Vormachtstellung gedrängt. Diese Machtkämpfe zeigten die wirtschaftliche Bedeutung dieses östlichen Endpunktes des hanseatischen Handelssystems, an dem die Waren aus Flandern und London (wie Tuche) gegen Urprodukte aus Russland gehandelt wurden. Am 6. November 1494 wurde das Kontor durch Zar Iwan III. geschlossen und zerstört; Kaufleute, ihre Gesellen, Priester und in Novgorod das Russische erlernende junge Leute verhaftet. Der Handel der Hanse, insbesondere Lübecks, verlagerte sich nach einiger Zeit nach Pleskau und Narva. In Nowgorod sind nach den Zerstörungen durch Zar Iwan keine Gebäude der Hansezeit mehr erhalten.
Das Kontor bestand in einem von Palisaden umzäunten Stadtviertel von Nowgorod, das nur ein Tor als Zugang hatte. Aus Angst vor Überfällen und Diebstählen durften die Russen nur tagsüber das Innere des Peterhofs betreten, um dort Einkäufe und Verkäufe zu tätigen. Außerhalb des Kontors waren Geschäfte mit den Deutschen verboten. Nachts war das Tor fest verschlossen. Mittelpunkt war die steinerne, namensgebende Kirche St. Peter, die für die Kaufleute gleichzeitig als Versammlungsort, fester Aufbewahrungsort für Urkunden und Kasse des Kontors, Ort der Waage und Warenlager diente. Um die Kirche herum befanden sich die hölzernen Wohnhäuser, in denen die ca. 200 Kaufleute auf der einen und die Gesellen und Lehrlinge auf der anderen Seite jeweils in Gemeinschaften lebten. Zusätzlich gab es die Wirtschafts- und Verwaltungsgebäude, eine Brauküche und Lagerschuppen. Bei Gefahr diente der steinerne Kirchenbau als Zufluchtsort.
Nowgorod war das einzige Hansekontor, das nicht in einem Seehafen lag und auf dem Wasserweg vom Finnischen Meerbusen über die Newa, den Ladogasee und den vom Ilmensee kommenden Wolchow angesteuert wurde. Dazu mussten die Waren auf flachgehende Flussschiffe umgeladen werden. Weil die Reise dorthin schwierig und strapaziös war, blieben die Kaufleute entweder den ganzen Sommer (Sommerfahrer) oder den ganzen Winter (Winterfahrer). Es gab jedoch keine ständig anwesenden Kaufleute oder Gehilfen wie in den anderen drei Kontoren, dem Londoner Stalhof, Bryggen in Bergen oder Brügge. Die Kasse des Kontors wurde während der Abwesenheit nach den Bestimmungen der Schra in der Marienkirche in Visby auf Gotland aufbewahrt.

## Varia

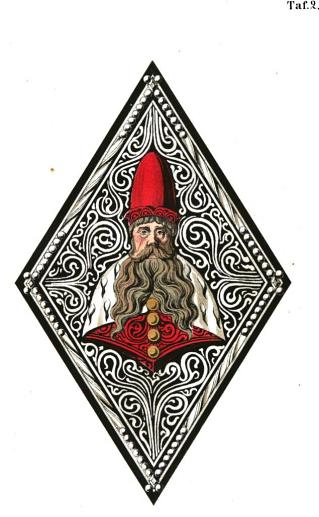
Wappen der Lübecker Nowgorodfahrer; Stahlstich von 1867 nach einer Zeichnung von Carl Julius Milde eines geschnitzten Wappenschildes von Benedikt Dreyer, 1527

- Die mittelalterlichen Bildtafeln des Russlandfahrer-Gestühls in der Nikolaikirche in Stralsund gehören zu den raren Darstellungen des Russlandhandels der Hansezeit.
- Aufschluss über den Handelsverkehr zwischen Deutschen und Russischen Kaufleuten ergibt das 1607 in Pleskau entstandene Gesprächs- und Wörterbuch des Lübecker Kaufmannsgehilfen Tönnies Fonne.
- Das Wappen der im späten Mittelalter entstandenen Lübecker Kaufleutekompagnie der Nowgorodfahrer ist neben denen der anderen Kompagnien in der Schiffergesellschaft zu sehen. Die Nowgorodfahrer gingen 1853 wie alle anderen Lübecker Kaufmannskompagnien in der Kaufmannschaft zu Lübeck auf, die als Körperschaft des öffentlichen Rechts und Rechtsnachfolgerin alle Wappen/Siegel der in ihr aufgegangenen Korporationen heute noch in ihrem (Allianz-)Siegel führt.
- Der heilige Prokop von Ustjug war als Hansekaufmann im Kontor tätig, bevor er Jurodiwy wurde.